# Foulques II d'Anjou
Pour les articles homonymes, voir Foulques.
Foulques II (ou Fulco) d'Anjou, dit « le Bon », fut comte d'Anjou au Xe siècle, vraisemblablement entre 941 et 960, comte de Nantes et régent de Bretagne entre 958 et 960. Il était de la famille des Ingelgeriens et fils de Foulques Ier « le Roux » et de Roscille de Loches. Il est mort avant septembre 960.

## Biographie
Il est cité pour la première fois dans une charte de son père de 929, avec sa mère et son frère Guy. Il est encore signataire d'une charte de son père en août 941, et il est probable qu'il lui succéda peu de temps après. Vassal des Robertiens, comme le nouveau comte de Blois Thibaut Ier « le Tricheur », il s'allie avec ce dernier à la mort d'Alain II dit Barbe-Torte, duc de Bretagne en 952. Foulques II épouse la veuve d'Alain Barbetorte, sœur de Thibaud, lequel vient d'obtenir la régence de Bretagne, pendant la minorité de son neveu Drogon. Thibaud cède le contrôle du comté de Nantes à Foulques, et lui confie le duc mineur. Ce dernier meurt en 958 dans des conditions mal définies.
Foulques cède Saumur au comte de Blois, cité que ses successeurs ne réussiront à reprendre que près d'un siècle plus tard. Il prend Méron, à Guillaume Tête-d'Étoupe, comte de Poitiers.
Malgré certains méfaits qui lui sont attribués[Lesquels ?], il laisse par ailleurs le souvenir d'un prince cultivé, poète et artiste. Il est cité pour la dernière fois en septembre 958, lors d'une assemblée regroupant les comtes de Blois, d'Anjou et des seigneurs bretons. En septembre 960, c'est son fils Geoffroy qui est cité comme comte d'Anjou. Il serait donc mort entre ces deux dates.
Foulques le Bon est cité dans la Chronique des Comtes d'Anjou, texte écrit entre 1100 et 1140 par un moine angevin, à la demande de Foulques « le Réchin ».

## Mariages et enfants
Il épouse en premières noces Gerberge, décédée avant 952. Aucun document ne mentionne son origine. 
- Une première hypothèse[4] la considérait comme une fille de Ratburn Ier, vicomte de Vienne, et de Gerberge. Ratburn était lui-même fils de Berillo, vicomte de Vienne, et d'Ermengarde, fille de Boson, roi de Provence[5]. Cette hypothèse s'appuie sur l'apparition des prénoms Gerberge et Ermengarde parmi les Ingelgeriens. Ce dernier argument onomastique n'est pas en soi une preuve, et surtout cette hypothèse n'explique pas[6] l'apparition du prénom Geoffroy (Gausfred) chez les comtes d'Anjou.
- Une seconde hypothèse[6] la donne comme fille de Geoffroy (un Rorgonide[7] fils du vicomte Geoffroy, vassal de Guillaume le Pieux), comte de Nevers voire du Gâtinais, et d'Aba (Ava). Cette seconde hypothèse a l'avantage d'expliquer l'apparition du prénom Geoffroy parmi les comtes d'Anjou, mais n'explique pas le rôle important des enfants de Foulques II en Aquitaine ni le possible mariage d'Adélaïde avec un roi carolingien.
- Une dernière hypothèse[8] complète celle de Christian Settipani en faisant d'Ava une fille de Guillaume le Pieux et de sa femme Engelberge (de sang royal).

Foulques et Gerberge ont donné naissance à :
- Geoffroy Ier « Grisegonelle » (mort en 987), comte d'Anjou ;
- Guy d'Anjou (mort en 994) évêque du Puy-en-Velay ;
- Adélaïde d'Anjou[9] (940-950 morte en 1026), dite « Blanche », mariée plusieurs fois : 
  1. Vers 950-960 avec Étienne de Brioude, vicomte de Gévaudan,
  2. Vers 975 avec Raymond V (mort en 978), comte de Toulouse,
  3. En 982 Louis V (mort en 987), roi de France, mais il se séparèrent très rapidement,
  4. Vers 984-986 Guillaume Ier (mort en 993), comte de Provence ;
- Probablement Adèle, mariée à Gautier Ier, comte de Vexin, de Valois et d'Amiens. L'identification de cette Adèle comme fille de Foulques II est motivée par l'apparition des prénoms de Foulques, de Geoffroy et de Guy parmi les fils de Gautier et d'Adèle.

D'autres enfants leur furent attribués par erreur :
- Dreux ou Drogon qui aurait été évêque du Puy après son frère, mais la liste des évêques du Puy ne mentionne pas d'évêque de ce prénom au Xe siècle, et sa présence dans les généalogies résulte probablement d'une confusion avec Drogon de Bretagne, fils de Roscille de Blois et d'Alain Barbetorte, et beau-fils de Foulques II quand ce dernier épousera Roscille de Blois veuve d'Alain Barbetorte ;
- Humbert le Veneur, cité par Émile Mabille en 1871, mais dont l'existence ne s'appuie sur aucun document.

Veuf, Foulques se remaria vers 954 avec la veuve du duc de Bretagne et comte de Nantes, Alain II Barbetorte, laquelle était sœur de Thibaut Ier « le Tricheur », comte de Blois.

### Sources et bibliographie
- Christian Thevenot, Olivier Orban, La légende dorée des Comtes d'Anjou, Paris, 1991  (ISBN 2855656249).
- Christian Settipani, La Préhistoire des Capétiens (Nouvelle Histoire généalogique de l'auguste maison de France, vol. 1), Villeneuve-d'Ascq, éd. Patrick van Kerrebrouck, 1993, 545 p. (ISBN 978-2-95015-093-6) .
- Denis Piel, Le pouvoir de Foulque II le Bon, comte d'Anjou de 941 à 960 : étude sur la puissance angevine au milieu du Xe siècle, Angers, 2010 (mémoire dactylographié) [lire en ligne].
- Yves Sassier, Hugues Capet : Naissance d'une dynastie, Fayard, coll. « Biographies historiques », 14 janvier 1987, 364 p. (ISBN 978-2-213-67002-7, lire en ligne).